# Municipio de Darby (condado de Union)
El municipio de Darby (en inglés, Darby Township) es un municipio del condado de Union, Ohio, Estados Unidos. Tiene una población estimada, a mediados de 2022, de 2578 habitantes.

## Geografía
Está ubicado en las coordenadas 40°09′13″N 83°20′22″O / 40.15361, -83.33944 (40.153714, -83.339559). Según la Oficina del Censo de los Estados Unidos, tiene una superficie total de 81.6 km², de los cuales 80.7 km² corresponden a tierra firme y 0.9 km² están cubiertos de agua.

## Demografía
Según el censo de 2020, en ese momento había 2397 personas residiendo en la zona. La densidad de población era de 30 hab./km². El 94.49 % de los habitantes eran blancos, el 0.42 % eran afroamericanos, el 0.25 % eran amerindios, el 0.50 % eran asiáticos, el 0.46 % eran de otras razas y el 3.88 % eran de una mezcla de razas. Del total de la población, el 1.00 % eran hispanos o latinos de cualquier raza.